# Eurofima
Eurofima is een bedrijf voor het financieren van spoorwegmateriaal. Het is eigendom van de Europese spoorwegmaatschappijen, waarbij de Duitse en Franse spoorwegen met ieder 25% de grootste aandeelhouders zijn. Ook de Nederlandse Spoorwegen zijn aandeelhouders. Het bedrijf is gevestigd in het Zwitserse Basel. Bekend is Eurofima vooral door de Eurofima rijtuigen, die een grote sprong vooruit waren in het comfort op internationale verbindingen. Gedachte was dat door samen te werken grote orders met grote kortingen bij fabrikanten van spoorwegmaterieel geplaatst konden worden. Deze rijtuigen waren aanvankelijk oranje met een witte band onder de ramen. Bij de Belgische spoorwegen vormen deze rijtuigen de serie I6.